# Juvanec
Juvanec je priimek v Sloveniji, ki ga je po podatkih Statističnega urada Republike Slovenije na dan 1. januarja 2010 uporabljalo 13 oseb.

## Znani nosilci priimka
- Borut Juvanec (*1944), arhitekt, zgodovinar (ljudske) arhitekture na Slovenskem, profesor FA
- Ferdo Juvanec (1872—1941), skladatelj in zborovodja
- Ferdo Juvanec mlajši (1908—1978), violist in skladatelj
- France Juvanec (1865—1940), učitelj
- Ivan (Janez) Juvanec (1816—?), učitelj